# Степне Матюнино
Степне Матюнино (рос. Степное Матюнино) — село в Майнському районі Ульяновської області Російської Федерації.
Населення становить 316 осіб. Входить до складу муніципального утворення Гімовське сільське поселення.

## Історія
Від 2004 року входить до складу муніципального утворення Гімовське сільське поселення.

## Населення
| 2010 |
| ---- |
| 316  |